# Кемпеле
Кемпеле (фин. Kempele) — община в Финляндии, в провинции Северная Остроботния. Расположена на границе с городом Оулу (к югу от него). Население составляет 15 905 человек (на 2011 год); площадь — 110,33 км². Плотность населения — 144 чел/км². Граничит с общинами: Лиминка, Оулу, Оулунсало и Тюрнявя.

## История
Община была основана в 1867 году.

## Достопримечательности
Среди местных достопримечательностей стоит отметить старую деревянную церковь (построена в конце XVII века), которая является одной из старейших деревянных церквей страны. Как это было обычно для того времени, под зданием церкви хоронили местных знаменательных людей.

## Демография
На 31 января 2011 года в общине Кемпеле проживают 15 905 человек: 7959 мужчин и 7946 женщин.
Финский язык является родным для 98,87 % жителей, шведский — для 0,19 %. Прочие языки являются родными для 0,9 % жителей общины.
Возрастной состав населения:
- до 14 лет — 25,71 %
- от 15 до 64 лет — 63,92 %
- от 65 лет — 10,12 %

Изменение численности населения по годам:
| Год  | Численность |
| ---- | ----------- |
| 1980 | 7545        |
| 1990 | 9807        |
| 2000 | 12551       |
| 2010 | 15864       |
| 2011 | 15905       |

## Известные уроженцы
- Пекка Ринне — финский хоккеист, вратарь клуба НХЛ «Нэшвилл Предаторз».